# Cucullia caucasica
Cucullia caucasica är en fjärilsart som beskrevs av Otto Staudinger och Hans Rebel 1929. Cucullia caucasica ingår i släktet Cucullia och familjen nattflyn. Inga underarter finns listade i Catalogue of Life.